# NOFV-Futsal-Liga 2018/19
Die NOFV-Futsal-Liga 2018/19 war die sechste Saison der NOFV-Futsal-Liga, der höchsten Futsalspielklasse in Nordostdeutschland. Meister wurde der Titelverteidiger VfL 05 Hohenstein-Ernstthal vor dem FC Liria Berlin. Beide Mannschaften qualifizierten sich für die Deutsche Futsal-Meisterschaft 2019.

## Tabelle
| Pl. | Verein                          | Sp. | S  | U | N  | Tore    | Diff. | Punkte |
| --- | ------------------------------- | --- | -- | - | -- | ------- | ----- | ------ |
| 1.  | VfL 05 Hohenstein-Ernstthal (M) | 20  | 19 | 0 | 1  | 307:330 | +274  | 57     |
| 2.  | FC Liria Berlin                 | 20  | 16 | 1 | 3  | 269:870 | +182  | 49     |
| 3.  | CFC Hertha 06                   | 20  | 15 | 0 | 5  | 271:650 | +206  | 45     |
| 4.  | Berlin City Futsal              | 20  | 13 | 0 | 7  | 273:100 | +173  | 39     |
| 5.  | 1894 Berlin                     | 20  | 12 | 1 | 7  | 191:910 | +100  | 37     |
| 6.  | Rot-Weiß Neuenhagen             | 20  | 11 | 0 | 9  | 128:109 | +19   | 33     |
| 7.  | FK Srbija Berlin                | 20  | 7  | 0 | 13 | 128:172 | −44   | 21     |
| 8.  | SC Borea Dresden                | 20  | 6  | 1 | 13 | 163:110 | +53   | 19     |
| 9.  | UFK Potsdam 08                  | 20  | 5  | 1 | 14 | 093:111 | −18   | 16     |
| 10. | SV Eintracht Magdeburg          | 20  | 4  | 0 | 16 | 073:301 | −228  | 12     |
| 11. | Kine em Halle                   | 20  | 0  | 0 | 20 | 042:759 | −717  | 0      |

| Zum Saisonende 2018/19: |
| Meister und Teilnahme an der Deutschen Futsal-Meisterschaft 2019: VfL 05 Hohenstein-Ernstthal Teilnahme an der Deutschen Futsal-Meisterschaft: FC Liria Berlin |